# جنگل ملی هیلا
جنگل ملی هیلا (به انگلیسی: Gila National Forest) یک پارک ملی در ایالت نیومکزیکو در آمریکا است.
مساحت این جنگل ۱۳۰۰۰ کیلومتر مربع (وسیعتر از استان قم) است.